# Гоп-Боттом (Пенсільванія)
Гоп-Боттом (англ. Hop Bottom) — місто (англ. borough) в США, в окрузі Сасквегенна штату Пенсільванія. Населення — 311 особа (2020).

## Географія
Гоп-Боттом розташований за координатами 41°42′13″ пн. ш. 75°45′56″ зх. д. / 41.70361° пн. ш. 75.76556° зх. д. (41.703668, -75.765675).  За даними Бюро перепису населення США в 2010 році місто мало площу 1,58 км², з яких 1,57 км² — суходіл та 0,01 км² — водойми.

## Демографія
Згідно з переписом 2010 року, у селищі мешкало 337 осіб у 138 домогосподарствах у складі 88 родин. Густота населення становила 214 осіб/км².  Було 147 помешкань (93/км²).
Расовий склад населення:
| - 98,5 % — білих |

До двох чи більше рас належало 1,5 %. Частка іспаномовних становила 1,2 % від усіх жителів.
За віковим діапазоном населення розподілялося таким чином: 22,6 % — особи молодші 18 років, 63,8 % — особи у віці 18—64 років, 13,6 % — особи у віці 65 років та старші. Медіана віку мешканця становила 38,9 року. На 100 осіб жіночої статі у селищі припадало 100,6 чоловіків;  на 100 жінок у віці від 18 років та старших — 100,8 чоловіків також старших 18 років.
Середній дохід на одне домашнє господарство  становив 48 588 доларів США (медіана — 48 958), а середній дохід на одну сім'ю — 52 772 долари (медіана — 43 333). Медіана доходів становила 40 278 доларів для чоловіків та 29 375 доларів для жінок. За межею бідності перебувало 12,6 % осіб, у тому числі 16,4 % дітей у віці до 18 років та 4,1 % осіб у віці 65 років та старших.
Цивільне працевлаштоване населення становило 134 особи. Основні галузі зайнятості: будівництво — 19,4 %, роздрібна торгівля — 16,4 %, освіта, охорона здоров'я та соціальна допомога — 16,4 %.